# Fridolf Book
Fridolf Book (Uppsala, 12 februari 1836 - 7 april 1913) was een Zweeds violist.
Johan Fridolf Book werd geboren in een muzikaal gezin van sergeant en muzikaal leider van een regimentsorkest in Uppsala Carl Petter Book en Anna Johanna Österberg. Ook twee van zijn broers gingen de muziek in:
- Carl Gustaf Book (Uppsala, 25 december 1830 - 17 augustus 1899) voor viool en altviool; Hovkapelett van 1851 tot 1889
- Adolf Fredrik Book (Uppsala, 12 mei 1841 – 21 februari 1920 voor cello; Hovkapellet van 1862 tot 1890.

Fridolf kreeg zijn muzikale opleiding in eerste instantie van zijn vader, later van Edouard d'Aubert (in Parijs, vanaf 1852), Joseph Joachim (in Hannover) en Hubert Léonard (in Brussel). Hij speelde onder meer in het theaterorkest van zijn geboortestad en dat van Stockholm. Hij ging vanaf 1852 spelen in het Hovkapellet en was er van 1872 tot 1889 concertmeester. Hij gaf les aan het Conservatorium van Stockholm van 1872 tot 1911 en directeur muziek van het Mazerska kvartettsällskapet, een kamermuziekgezelschap.
Leerling van hem van onder meer is Salomon Smith.
Hij werd in 1886 geridderd in de Orde van Vasa.